# عملية مناورة
عملية المناورة (النزاع العسكري) هي عبارة عن عملية عسكرية خطط لها الجيش الباكستاني للحد من حركة القومية البنغالية في باكستان الشرقية السابقة في مارس 1971، وبررت من قبل الدولة الباكستانية على أساس العنف ضد البيهاري من قبل البنغاليين في وقت باكر من آذار. أصدرت الحكومة المركزية في غرب باكستان هذا الطلب واعتبرتها مكملاً «العملية الهجومية» التي بدأت في نوفمبر عام 1970. الخطة الأصلية تصورت السيطرة على المدن الكبرى في 26 مارس، ومن ثم القضاء على جميع المعارضات السياسية أو العسكرية في غضون شهر واحد. وقال الرئيس يحيى خان في مؤتمر عقد في فبراير 1971: «قتل ثلاثة ملايين منهم والباقي سيؤكلون من قبلنا». ولم يتوقع القادة العسكريون الباكستانيون مقاومة البنغال المطولة. انتهت المرحلة الرئيسية من عملية المناورة بسقوط مدينة رئيسية أخرى في أيدي البنغاليين في منتصف مايو. كما أدت هذه العملية إلى تسريع الإبادة الجماعية في بنغلاديش في عام 1971، وتسببت في نزوح ما يقرب من 10 ملايين لاجئ إلى الهند، في حين تراوحت تقديرات الوفيات المدنية بين 300,000 و 3,000,000. تم استهداف المثقفين والأكاديميين والهندوس البنغاليين وتعرضوا لأسوأ معاملة، مع القتل العشوائي. هذه الاغتيالات البنغالية، التي بعدها أعلنت استقلالها عن باكستان، وتمكنوا من إقامة دولة بنغلاديش الجديدة.
أدى العنف الناجم عن عملية المناورة إلى حرب التحرير من قبل Mukhti Bahini ضد قوات «الاحتلال» الباكستانية في بنغلاديش. بعد العملية المشؤومة «لتشنجيز خان»، أدى التدخل الهندي إلى استسلام الجيش الباكستاني غير التقليدي للقيادة المشتركة للجيش الهندي ومخت بيهيني في 16 ديسمبر 1971.

## خلفية
بعد أن فاز حزب رابطة عوامي Awami بأغلبية حاسمة (استحوذ على 167 من أصل 313 مقعداً) في الانتخابات البرلمانية الباكستانية عام 1970، توقع السكان البنغاليون انتقالاً سريعاً للسلطة إلى رابطة عوامي استناداً إلى برنامج النقاط الست. في 28 فبراير 1971، أجل يحيى خان، رئيس باكستان، تحت ضغط حزب الشعب الباكستاني من ذو الفقار علي بوتو، اجتماع الجمعية الوطنية المقرر في مارس. وكان حزب الشعب الباكستاني قد بدأ بالفعل في الضغط لإضعاف موقف الشيخ مجيب، وسُمع ذو الفقار علي بوتو قائلاً إنه يريد أن يظل البنغاليون بعيداً. رداً على التأجيل، أطلق برنامج عدم التعاون (الذي تم تحديده إلى حد كبير في مسيرة رابطة عوامي في 7 مارس / آذار) والذي كان ناجحاً إلى درجة أن سلطة الحكومة الباكستانية أصبحت تقتصر على المعسكرات والمؤسسات الحكومية في البلاد. شرق باكستان. اندلعت اشتباكات بين المدنيين والجيش الباكستاني، وبين المجتمعات البنغالية والبيحارية وأصبحت شائعة. سافر الرئيس يحيى خان إلى داكا لإجراء محادثات مع الشيخ مجيب الرحمن، زعيم حزب رابطة عوامي، في مارس، وانضم إليه فيما بعد ذو الفقار علي بوتو، زعيم حزب الشعب الباكستاني آنذاك، الذي حصل على ثاني أكبر حصة من المقاعد (81 من أصل 300) في الانتخابات. غير الراغبين في نقل السلطة إلى شرق باكستان على النحو الذي طالبت به رابطة عوامي (خوفا من نقل السلطة من شأنه أن يضعف الاتحاد أو يدمره)، أو أن يفقد وجهه من خلال التراجع في مواجهة حركة عدم التعاون، والجنرالات الباكستانيين، ومعظمهم التي دعمت غول حسن خان حزب الشعب الباكستاني، قررت أخيرا اتخاذ إجراءات عسكرية صارمة.
بعد تأجيل انعقاد الجمعية الوطنية من قبل يحيى خان في 1 مارس، تم استهداف العرقية البيض في شرق باكستان، الذين دعموا غرب باكستان. في أوائل مارس 1971 قتل 300 بيهاريين في أعمال الشغب التي قام بها الغوغاء في تشيتاجونج. استخدمت حكومة باكستان «مذبحة بيهاري» لتبرير تدخلها العسكري في شرق باكستان في 25 مارس، عندما بدأت عملية المناورة.
قبل إطلاق العملية، عُقد اجتماع نهائي في المقر العام (GHQ).حيث اعترض مدير الشؤون العسكرية لباكستان الشرقية والقائد الموحد لأمر القيادة العسكرية العليا الشرقية الباكستاني سيد محمد إحسان على العملية المخطط لها. واعترض أيضا العميد كومودور ميتي مسعود على العملية خوفا من أن يثير العنف بين الشرق والباكستان مزيدا من العنف. ومع ذلك، تحت الضغط خلال الاجتماع من الجيش الباكستاني والجنرال في سلاح الجو، وأعطى اللواء يحيى خان أوامر لقادة جيشه وسلاح الجو لإطلاق العملية. تم إعفاء الأدميرال إحسان من منصبه ومع بدء العملية رفض استخدام الضربات الجوية وتمت إعادته من موقعه في 31 مارس.

## الخطة العملية

### عملية التخطيط
وضعت الخطة في مارس 1971 من قبل اللواء كاظم حسين رجا، فرقة GOC 14، واللواء راو فرمان علي، كمتابعة للقرارات التي اتخذت في اجتماع لموظفي الجيش الباكستاني في 22 فبراير. وأُمر قسم المشاة السادس عشر من كويتا والشعبة التاسعة من خيريان في غرب باكستان بالاستعداد للانتقال إلى باكستان الشرقية في منتصف فبراير أيضا نتيجة لذلك الاجتماع.
قبل وضع الخطة موضع التنفيذ، وكبار الضباط الباكستانيين في باكستان الشرقية الذين كانوا غير راغبين في دعم الهجوم العسكري على المدنيين، وكان الفريق الركن Shahabzada يعقوب خان، قائد المنطقة الشرقية باكستان، وحاكم باكستان الشرقية، نائب الأدميرال سيد محمد احسان، بالارتياح من واجباتهم. أصبح الجنرال تيكا خان الحاكم و GOC لباكستان الشرقية. في 17 مارس، منح الجنرال راجا السلطة لتخطيط العملية عبر الهاتف من قبل الجنرال حامد، COS ، الجيش الباكستاني. في صباح يوم 18 مارس / آذار، كتب اللواء راجا واللواء راو فرمان علي الخطة في مكتب الشركة في معسكر دكا (دكا). تمت كتابة الخطة على «لوح أزرق فاتح مع قلم رصاص» من قبل الجنرال فارمان يحتوي على «16 فقرة موزعة على خمس صفحات».
حدد الجنرال فارمان الخطوات التشغيلية وشروط النجاح، في حين أن الجنرال خادم راجا تناول توزيع القوات والمهام المخصصة للألوية الفردية والوحدات الأخرى. افترض أن الجيش البنغالي والوحدات العسكرية الأخرى سوف يثورون في بداية العمليات، واقترح المخططون أن ينزع سلاح جميع الوحدات البنغالية تحت السلاح قبل البدء في العملية، والقيادة السياسية التي تم القبض عليها خلال اجتماع مخطط مع الرئيس، اللواء يحيى خان. لم تخصص أي احتياطيات تشغيلية. تمت مراجعة الخطة المكتوبة بخط اليد مع اللواء حميد واللفتنانت جنرال تيكا خان في 20 مارس في دار موظفي العلم. اعترض اللواء حامد على نزع سلاح وحدات الجيش البنغالية النظامية على الفور، لكنه وافق على نزع سلاح "EPR" والشرطة المسلحة وتشكيلات شبه عسكرية أخرى. رفض يحيى خان التصديق على اعتقال قادة رابطة عوامي خلال اجتماع معه، كما اقترحت الخطة. تمت الموافقة على الخطة المعدلة وتوزيعها على مختلف قادة المنطقة.
كان من المقرر أن تبدأ العملية في ليلة 25 مارس 1971 في دكا، وسيتم تنبيه الحاميات الأخرى عبر الهاتف عن ساعة الصفر لبدء أنشطتهم. أمر الجنرال فارمان علي القوات في دكا، بينما كان باقيا بقيادة باقي المنطقة من قبل الجنرال كاظم. كان الملازم تيكا خان وموظفوه حاضرين في مركز القيادة الميداني الواحد والثلاثين، للإشراف على فريق القيادة للقسم الرابع عشر ودعمه. الخطة الأولية للاعتقال من قبل شركة رقم 3 SSG ، بقيادة كبير زان خان كان مقررا في 0100 في 26 مارس. وكما وضح المخططون الباكستانيون، فإن العملية تهدف إلى القضاء على جهاز رابطة عوامي وأي مدنيين أو أفراد في القوات المسلحة الذين يدعمون حركة رابطة عوامي متحدية الأحكام العرفية. وقد تم التأكيد على الماكرة والمفاجأة والخداع والسرعة باعتبارها حاسمة للنجاح. وقد أذن استخدام القوة الحرة وأكبر. كما تم الترخيص لعمليات البحث والاعتداء على المناطق المدنية والمناطق الهندوسية.

#### متطلبات النجاح
سيتم إطلاق العملية في وقت واحد في جميع أنحاء شرق باكستان. الحد الأقصى لعدد القادة السياسيين والطلاب، وتلك بين المنظمات الثقافية وأعضاء هيئة التدريس يتم القبض عليهم. يجب أن تحقق العملية نجاحًا بنسبة 100٪ في دكا. سوف تشغل جامعة دكا وتفتيشها. حرية استخدام أكبر للنيران المصرح بها لتأمين المعسكرات. يجب قطع جميع الاتصالات الداخلية والدولية، بما في ذلك الهاتف والتلفزيون والراديو والتلغراف. جميع القوات الباكستانية الشرقية (البنغالية) يتم تقيدها من خلال الاستيلاء على الأسلحة والذخيرة. لخداع رابطة عوامي، يدعي الرئيس يحيى خان أن يواصل الحوار، حتى لو لم يوافق السيد بوتو، وعلى الموافقة على مطالب رابطة عوامي. وكانت المراكز المعينة للعمليات الهجومية في إطار تلك الخطة هي دكا وخولنا وتشيتاغونغ وكوميلا وجيسور وراجاشاهي ورانغبور وسيدبور وسيلهيت، وهي مناطق تتركز فيها وحدات الجيش الباكستاني الغربي. كانت وحدات الجيش الباكستاني والعناصر شبه العسكرية في مناطق أخرى من شرق باكستان للحفاظ على السيطرة على مناطقهم وانتظار التعزيزات خلال المرحلة الأولية من العملية. وبمجرد تأمين دكا، كان من المقرر نقل الفرقة التاسعة والسادسة عشر من باكستان جوا إلى شرق باكستان كتعزيزات. المدن مع المطارات (شيتاجونج Chittagong ، سيلهيت Sylhet، جيسور Jessore، رانجبور، كوميلا Khulna) كان يمكن تعزيزها عبر طائرات C-130 أو قوات هيليبورن مباشرة من دكا.
وعلى الرغم من أن الخطة لم تحدد الوقت اللازم لإخضاع شرق باكستان، فقد افترض أنه بعد اعتقال القيادة السياسية ونزع سلاح الوحدات العسكرية وشبه العسكرية البنغالية، كان من الممكن انتهاك المدنيين لتقديمهم للقانون في غضون أسبوع. يقدر اللفتنانت جنرال تيكا خان أنه لن تبقى مقاومة بعد 10 أبريل.
تكوين القوات المسلحة الباكستانية في شرق باكستان وكانت فرقة المشاة الرابعة عشرة هي الفرقة الوحيدة في الجيش الباكستاني المتمركزة في شرق باكستان في مارس 1971. وكان هذا التقسيم يضم أربعة ألوية مشاة ملحقة به، بدلا من الألوية الثلاثة المخصصة عادة. كان اللواء 57 مشاة (تحت العميد. جهانزاب ارباب - دبليو الباكستاني) مقرها في دكا، 53 (العميد إقبال شافي- دبليو باكستان) كان في كوميلا، 23 (العميد عبد الله خان مالك - الباكستاني) في رانجبور وال 107 (Brig. AR Durrani - W. الباكستاني) كان في جيسور. العميد. M.H. Mozumdar ، البنغالية، وكان في قيادة منطقة شيتاغونغ. عادة، كل لواء يحتوي على 3 أو 4 كتائب مشاة وفوج مدفعية ميدانية وعناصر دعم مختلفة.
كان لدى هذه الألوية الأربعة 12 كتيبة مشاة (كان لدى الكتائب 915 جنديًا) تحتوي على موظفين باكستانيين محضين (يعود أساسًا إلى الخلفية البنجابية والبلوشية والباتان والسندية) قبل 25 مارس 1971. وكان لهذا القسم أيضًا 5 فرق مدفعية ميدانية، فوج خفيف مضاد للطائرات، كتيبة كوماندو (الثالثة)، تحتوي جميعها على غالبية من الباكستانيين، في قواعد باكستانية شرقية مختلفة. الفوج المدرع الوحيد في شرق باكستان، الفرسان رقم 29 في رانجبور، كان وحدة مختلطة.كان 20٪ من أفراد شرطة بنادق إيست باكستان من غرب باكستان، في حين أن عناصر الدعم في مختلف الوحدات والمجمعات كانت في الغالب من جنسية مختلطة. وكان معظم قادة الوحدات الفردية وأغلبية الضباط من غرب باكستان. كما تم نشر أفراد من الجيش الباكستاني الغربي في مقر المحطة، دكا، مصنع المعدات العسكرية الباكستاني، غازيبور، مركز الذخائر المركزي، دكا، مستودع الذخيرة، راجندرابور، وحدة التخيل - شيتاغونغ ومع بعض وحدات الاستخبارات الميدانية.
كان لدى سلاح الجو الباكستاني 20 طائرة من طراز F-86 Sabre Jets و 3 T-33 في قاعدة دكا الجوية. وكان جناح الطيران التابع للجيش قد هبط في طائرتي هليكوبتر من طراز Mi-8 و 2 Allouette III تحت قيادة الرائد Liakat Bukhari في شرق باكستان. تم نقل السرب بأكمله إلى دكا بعد 25 مارس 1971 تم نقل طائرات هرقل من طراز C-130 إلى دكا من أجل العملية من غرب باكستان. تقع المطارات في تشيتاجونج، كوميلا، لالمونيرهوت بالقرب من رانجبور، في سالوتيكور بالقرب من سيلهيت، في جيسور وبالقرب من ثاكورغاون.
أعطي الأدميرال محمد شريف (بعد ذلك الأدميرال 4 نجوم) قيادة البحرية الشرقية للبحرية الباكستانية. كان لدى البحرية الباكستانية 4 زوارق حربية (راجشاهي، جيسور، كوميلا، سيلهيت) زورق دورية (بالاجات) ومدمرة PNS في شرق باكستان. PNS بابور، علم للبحرية الباكستانية سيزور باكستان الشرقية بعد بدء العملية. كانت القواعد البحرية الرئيسية موجودة في دكا، وتشيتاجونج، ومونغلا.
Operation Searchlight: 25/26 March to 10 April عملية المناورة: من 25/26 مارس إلى 10 أبريل.